# Burg Křivoklát

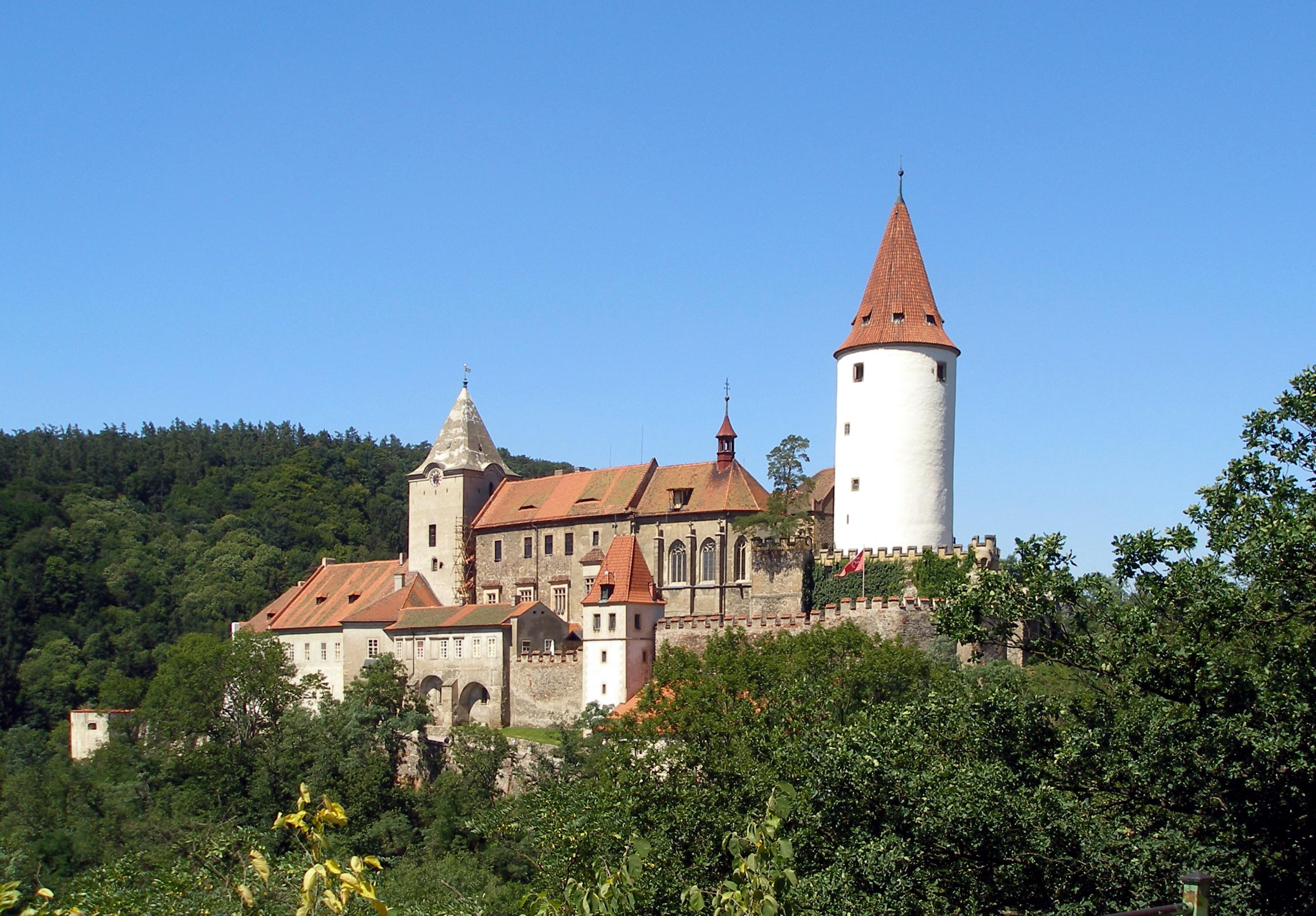
Burg Pürglitz

Die Burg Pürglitz (tschechisch Hrad Křivoklát) ist eine seit dem 13. Jahrhundert in Stein ausgebaute königliche Burg über dem Ort Křivoklát (Pürglitz) im tschechischen Okres Rakovník. Die Burg liegt im Zentrum eines ehemaligen königlichen Jagdforstes und besaß im Mittelalter bedeutende Funktionen für die Hofhaltung der böhmischen Herrscher. Mit 111.000 Besuchern im Jahr 2024 ist sie eine der meistbesuchten Burgen Tschechiens.

## Geschichte
Křivoklát ist eine der ältesten Burgen der böhmischen Herzöge und Könige. Von der alten Burg Křivoklát wurden Reste einer Holz-Lehm-Mauer gefunden, die vielleicht schon aus dem 10. Jahrhundert stammen. Die Burg wurde erstmals durch Cosmas von Prag in der Chronica Boemorum erwähnt.
Ab dem Beginn des 13. Jahrhunderts erfolgte der Ausbau in Stein, wovon verschiedene Mauerzüge mit romanischen Schlitzfenstern zeugen. Unter der Herrschaft Přemysl Ottokars II. und Wenzels II. entstand ein Königspalast, der nochmals unter Wenzel IV. umgebaut wurde. Damals entstand unter anderem das sogenannte Burggrafenhaus in der Unteren Burg. In der Nähe entstand für Wenzels Aufenthalte in dem Jagdforst kurz vor 1400 die Burg Točník, sodass die Bedeutung von Pürglitz für das höfische Leben sank. 1422 wurde die Burg durch einen Brand schwer beschädigt.
König Vladislav II. baute die Burg ab den 1470er Jahren durch neue Wohn- und Wehrbauten umfangreich zu einer Residenz aus, da es sich um die einzige Burg handelte, über die er als böhmischer König verfügen konnte. Damals entstand wahrscheinlich in den 1480er oder 1490er Jahren auch die architektonisch ungewöhnliche Kapelle mit historisierenden Architekturformen und einem künstlerisch bedeutenden Altarretabel, das Motive der Ulmer Kunst aufgreift. Diese Bau- und Ausstattungsphase gehört zu den bedeutendsten erhaltenen Beispielen der jagiellonischen Kunst in Böhmen.
Später wurde Pürglitz durch einen Brand schwer beschädigt und als Gefängnis genutzt, so dass das Ansehen stark sank. Kaiser Leopold I. verkaufte die Kronherrschaft Pürglitz (Křivoklát) 1681/85 an Ernst Joseph Graf von Waldstein. Johann Joseph Graf von Waldstein vererbte 1731/33 die Herrschaft Pürglitz an seine Tochter und Universalerbin Maria Anna Fürstin zu Fürstenberg. Durch das Fürstenhaus Fürstenberg wurde die Burg im 19. Jahrhundert im romantischen Stil restauriert und 1881 die Bibliothek aus dem Prager Fürstenbergischen Palais in die Burg überführt. Als Hauptwohnsitz diente den Fürstenbergern das Schloss Lány (Lahn), als Jagdsitz Schloss Dřevíč (Grund).
Im Jahr 1929 verkaufte das Haus Fürstenberg die Burg nebst Inventar an die Tschechoslowakische Republik.

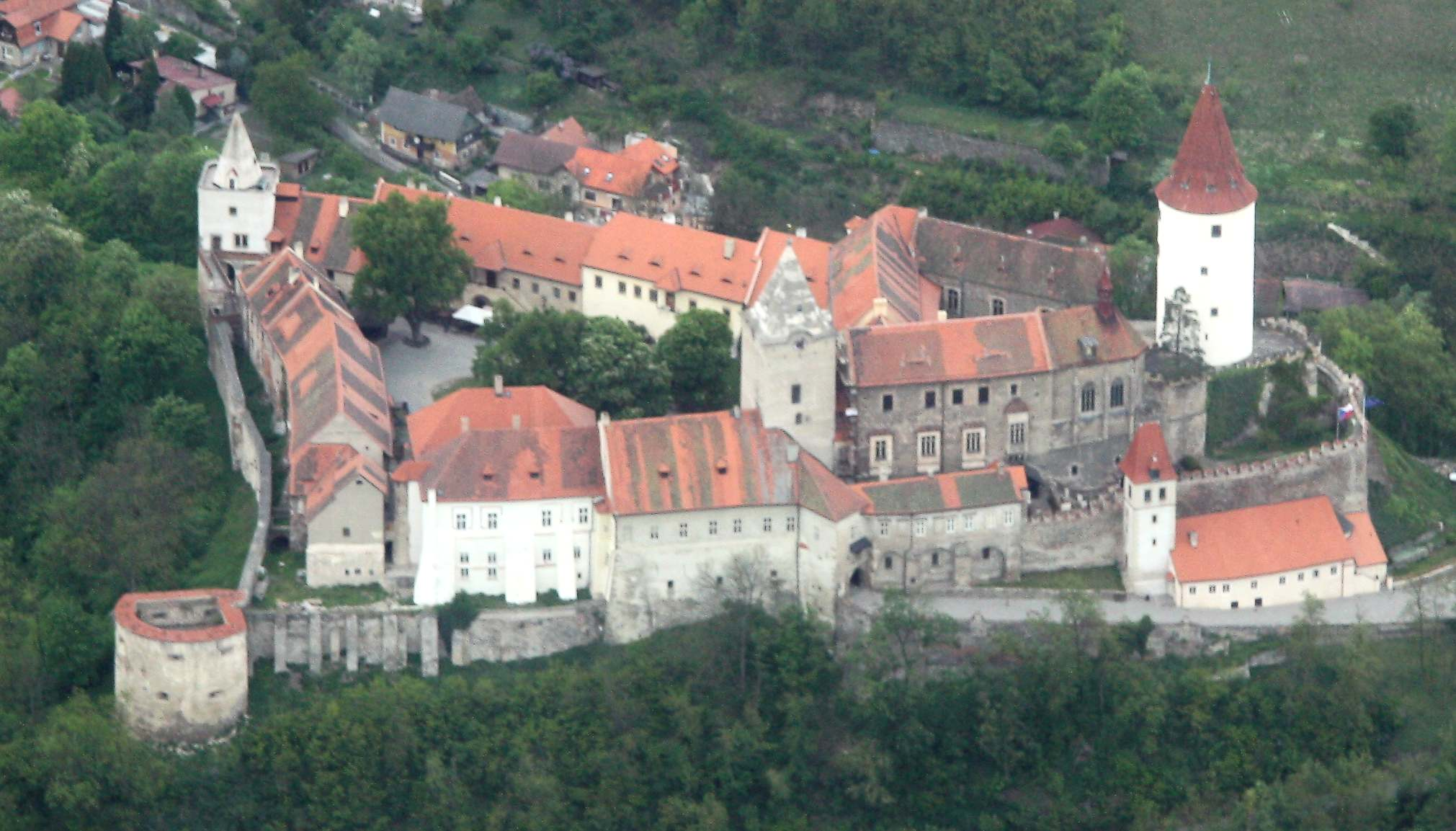
Burg Pürglitz, Luftaufnahme
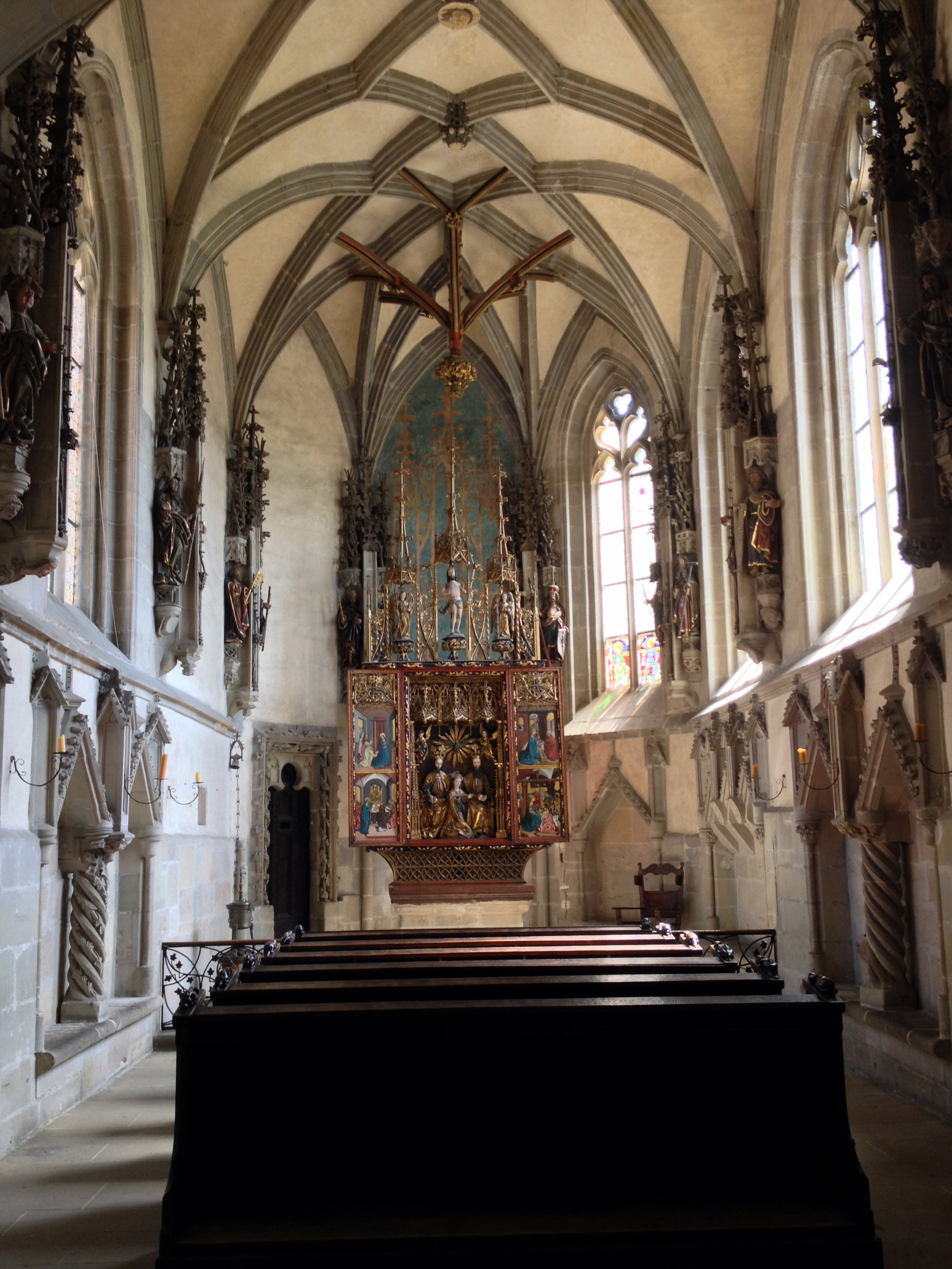
Innenraum der Kapelle (um 1480/1490)
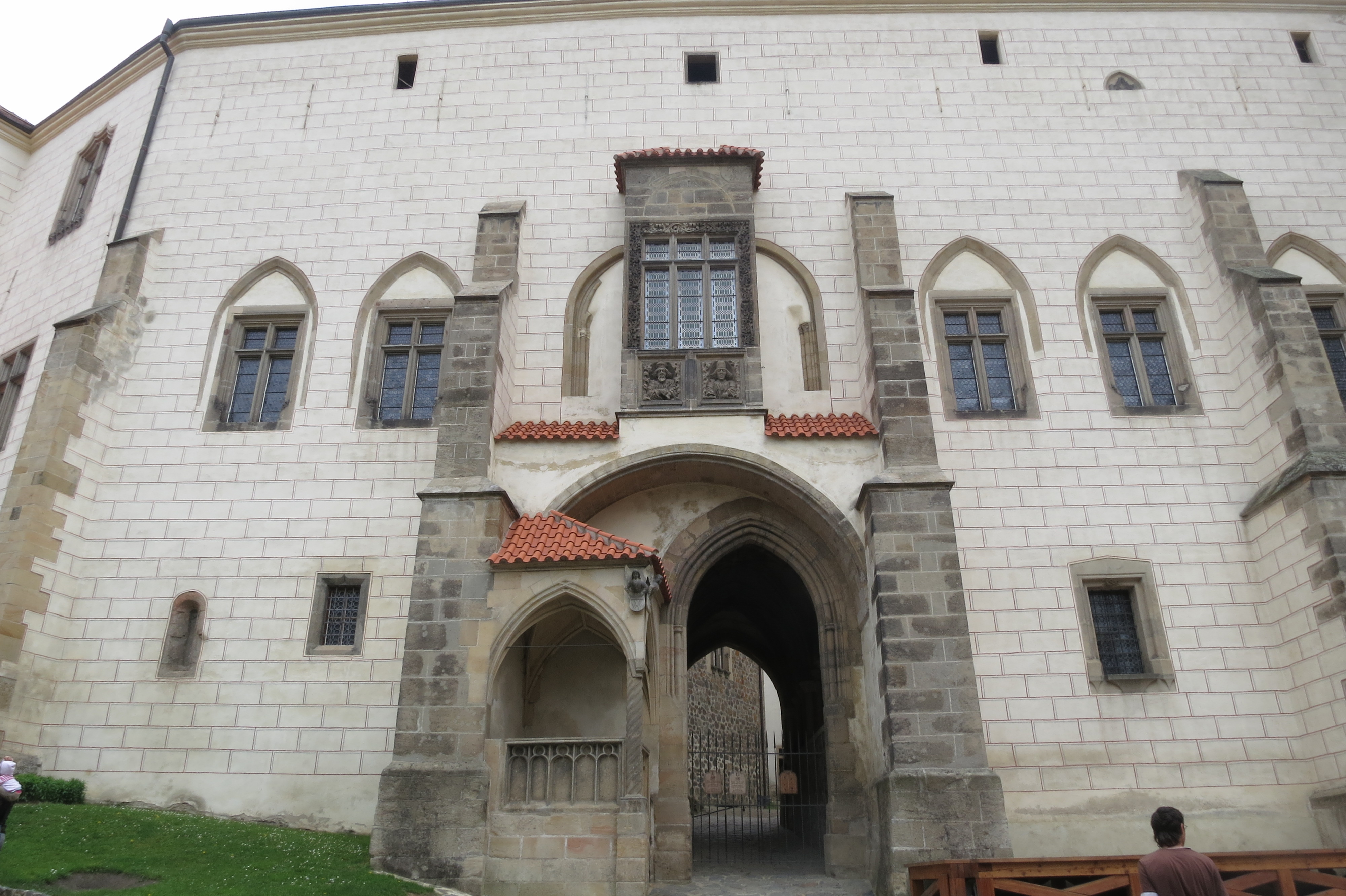
Tor zum inneren Burghof
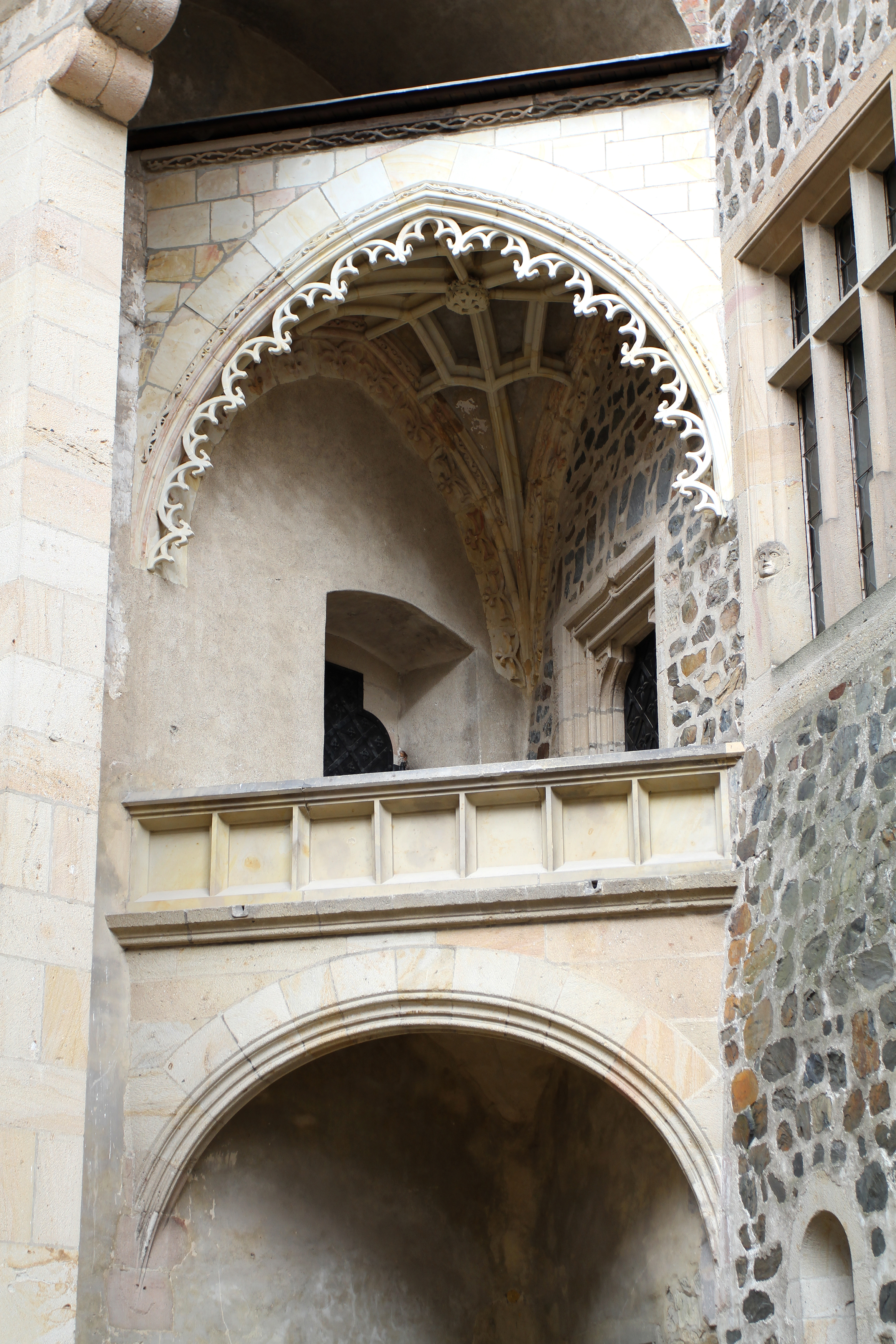
Loggia im Hof aus der Zeit um 1480/1490